# チリ海軍艦艇一覧
チリ海軍艦艇一覧は、チリ共和国海軍が過去保有した、または現在保有する、または将来保有する予定の、未完成・計画中止を含めた歴代艦艇一覧である。
凡例

## 現有勢力（2024年現在）
- 国防予算：37億6,000万ドル[1]
- 海軍人員：1万7,933名[1]
- 艦船隻数：40隻（排水量20t以上）[1]

潜水艦×4
フリゲート×8
ミサイル艇×3
哨戒艦×4
哨戒艇×6
ドック型揚陸艦×1
戦車揚陸艦×2
中型揚陸艦×1
揚陸艇×3
設標艦×1
海洋観測艦×1
練習艦×1
輸送艦×1
補給艦×2
航洋曳船×2
- 航空機数：47機[1]

艦載ヘリコプター×23
陸上固定翼機×22
陸上ヘリコプター×2
- コーストガード：船艇23隻[1]

## 艦艇一覧（近代海軍以前）

### コルベット
- エスメラルダ（Esmeralda） - 1855年、20門
- （Abtao） - 1865年、5門
- （Chacabuco） - 1866年、9門

### 砲艦
- （Magallanes） - 1872年、4門
- （Pilcomayo） - 1874年、4門

### その他
未分類
- （Pisagua） - 1874年、??門
- （Yáñez） - 1889年、??門
- （Cóndor） - 1889年、??門
- （Huemul） - 1889年、??門

## 艦艇一覧（近代海軍）

### 主力艦

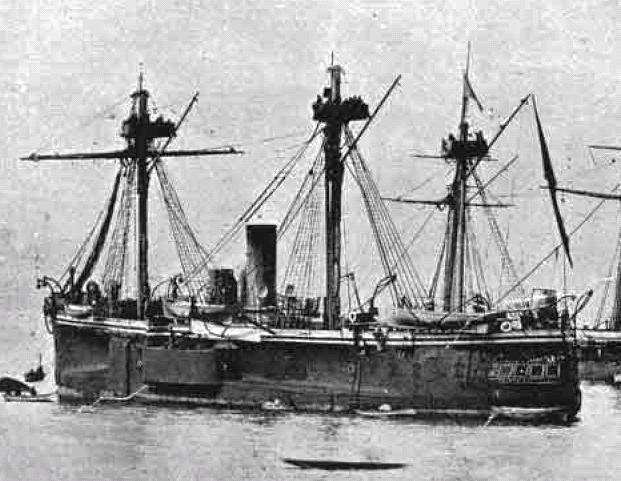
装甲艦アルミランテ・コクレーン

#### 戦艦
草創期の戦艦
- アルミランテ・コクレーン級 - 2隻 ※ 中央砲門艦[2]

アルミランテ・コクレーン（Almirante Cochrane）
バルパライソ（Valparaíso）。
- ワスカル（Huáscar）[4] - 1隻 ※ 中央砲塔艦

前弩級戦艦
- カピターン・プラット（Capitán Prat） - 1隻

- リベルタード級 - 0隻（2隻建造中売却）

※ 建造中売却：
コンスティトゥシオン（Constitución）、リベルタード（Libertad）
超弩級戦艦
- アルミランテ・ラトーレ級 - 1隻（1隻建造中売却）

アルミランテ・ラトーレ（Almirante Latorre）
※ 建造中売却：
アルミランテ・コクレーン（Almirante Cochrane）

### 水上戦闘艦

#### 巡洋艦
草創期の巡洋艦
- アルミランテ・コクレーン（Almirante Cochrane）
- （Arturo Prat）

防護巡洋艦
- エスメラルダ（Esmeralda） - 1隻[6]

- プレシデンテ・エラースリス級 - 2隻

プレシデンテ・エラースリス（Presidente Errázuriz）、プレシデンテ・ピント（Presidente Pinto）
- ブランコ・エンカラダ（Blanco Encalada）

- ミニストロ・ゼンテノ（Ministro Zenteno）

- チャカブコ（Chacabuco）

水雷巡洋艦・水雷砲艦
- アルミランテ・リンチ級 - 2隻

アルミランテ・リンチ（Almirante Lynch）、（Almirante Condell）、
- アルミランテ・シンプソン（Almirante Simpson）

装甲巡洋艦
- エスメラルダ（Esmeralda）

- ヘネラル・オイギンズ（General O'Higgins）

- 旧・米ブルックリン級 - 2隻

オイギンズ（02 O'Higgins） ※旧ブルックリン（Brooklyn）、
プラット（03 Prat） ※旧ナッシュヴィル（Nashville）
- 旧・典トレ・クロノール級

ラトーレ（04 Latorre） ※旧イェータ・レヨン（Göta Lejon）

#### 駆逐艦
WW I以前の駆逐艦
- Capitán Orella級 - 4隻

（Capitán Orella）、（Capitan Muñoz Gamero）、（Teniente Serrano）、（Guardia Marina Riquelme）、
- カピタン・オブライエン級 - 2隻

カピタン・オブライエン（Capitán O'Brien）、（Capitán Merino Jarpa）、
- カピタン・トンプソン（Capitán Thompson） - 1隻

- アルミランテ・リンチ級 - 2隻

アルミランテ・リンチ（Almirante Lynch）、（Almirante Condell）
- アルミランテ・ウィリアムス級 - 3隻（1隻編入中止）

アルミランテ・ウィリアムス（Almirante Williams）、アルミランテ・ウリベ（Almirante Uribe）、（Al Rebolledo）、
※ 編入中止：
旧・英『（Tipperary）』
大戦間の駆逐艦
- Serrano級 - 6隻

（Serrano）、（Orella）、（Riquelme）、（Hyatt）、（Aldea）、（Videla）
- 旧・米フレッチャー級 - 2隻

ブランコ・エンカラダ（14 Blanco Encalada） ※旧ワドレイ（Wadleigh）、
コクレーン（15 Cochrane） ※旧ルークス（Rooks）、
- 旧・米アレン・M・サムナー級 - 2隻

ミニストロ・ゼンテノ（16 Ministro Zenteno） ※旧チャールズ・S・スペリー（Charles S. Sperry）、
ミニストロ・ポータルス（17 Ministro Portales） ※旧ダグラス・H・フォックス（Douglas H Fox）、
- 旧・米バックレイ級 - 4隻

オレラ（27 Orella） ※旧ジャック・C・ロビンソン（Jack C Robinson）、
リクーム（28 Riquelme） ※旧ジョセフ・E・キャンベル（RJoseph E Campbell）、
シラノ（29 Serrano） ※旧オダム（Odum）、
ウィルジリオ・ウリベ（30 Virgilio Uribe） ※旧ダニエル・T・グリフィン（Daniel T Griffin）、
- 旧・英カウンティ級 - 4隻

プラット（11 Prat） ※旧ノーフォーク（Norfolk）、
コクレーン（12 Cochrane） ※旧アントリム（Antrim）、
ラトーレ（14 Latorre） ※旧グラモーガン（Glamorgan）、
ブランコ・エンカラダ（15 Blanco Encalada） ※旧ファイフ（Fife）
- アルミランテ級 - 2隻

アルミランテ・リベロス（18 Almirante Riveros）、
アルミランテ・ウィリアムス（19 Almirante Williams）

#### フリゲート
- 旧・英リアンダー級 - 4隻（内2隻国産）

コンデル（06 Condell）、
アルミランテ・リンチ（07 Almirante Lynch）、ミニストロ・ゼンテノ（08 Ministro Zemtemp） ※旧アキリーズ（Achilles）、ジェネラル・バクダノ（09 General Baquedano） ※旧アリアドニ（Ariadne）
- 旧・英22型 - 1隻[1]

アルミランテ・ウィリアムス（19 Almirante Williams） ※旧シェフィールド（Sheffield）
- 旧・英23型 - 3隻[1]

アルミランテ・コクレーン（05 Almirante Cochrane） ※旧ノーフォーク（Norfolk）、
アルミランテ・コンデル（06 Almirante Condell） ※旧マールボロ（Marlborough）、
アルミランテ・リンチ（07 Almirante Lynch）※旧グラフトン（Grafton）
- 旧・蘭カレル・ドールマン級 - 2隻[1]

アルミランテ・ブランコ・エンカラーダ（15 Almirante Blanco Encalada） ※旧アブラハム・ヴァン・デル・フルスト（Abraham van der Hulst）、
アルミランテ・リベロス（18 Almirante Riveros） ※旧テルク・ヒデス（Tjerk Hiddes）
- 旧・蘭ヤコブ・ヴァン・ヘームスケルク級 - 2隻

アルミランテ・ラトーレ（14 Almirante Latorre） ※旧ヤコブ・ヴァン・ヘームスケルク（Jacob van Heemskerck）、
カピタン・プラット（11 Capitán Prat） ※旧ウィッテ・デ・ウィス（Witte de With）
- 旧・豪アデレード級 - 2隻[1]

アルミランテ・ラトーレ（14 Almirante Latorre） ※旧メルボルン（Melbourne）
カピタン・プラット（11 Capitán Prat） ※旧ニューキャッスル（Newcastle）

### 潜水艦

#### 通常動力型潜水艦
WW Iまでの潜水艦
- 『Holland』型 - 2隻

（Antofagasta）、（Iquique）
- 『Holland』型 - 6隻

H-1、2、3、4、5、6
WW IIまでの潜水艦
- 『ヴィッカース・アームストロング』型 - 3隻

カピタン・オブライエン（Capitan O'Brien）、カピタン・トンプソン（Capitan Thompson）、アルミランテ・シンプソン（Almirante Simpson）
- 209/1400型 - 2隻[1]

トムソン（20 Thomson）、
シンプソン（21 Simpson）
- スコルペヌ型 - 2隻[1]

オイギンス（23 O'Higgins）、
カレラ（22 Carrera）

### 両用戦艦艇

#### 揚陸艦艇
ドック型揚陸艦
- 旧・仏『フードル』級 - 1隻[1]

サルヘント・アルデア（91 Sargento Aldea） ※ 旧・『フードル（Foudre）』
戦車揚陸艦 （LST ）
- 旧・米『ニューポート』級 - 1隻

バルディビア（LST 93 Valdivia） ※ 旧・『（San Bernardino）』

### 哨戒艦艇

#### 哨戒・警備艦艇
哨戒艇
- Colocolo級 - 4隻

（Colocolo）、（Leucoton）、（Elicura）、（Orompello）
- （Aguila） - 1隻
- （Porvenir） - 1隻
- （Yelcho） - 1隻
- （Micalvi）[19] - 1隻

水雷艇
- Colocolo級 - 2隻

（Colocolo）、（Tucapel）、
- Glaura級 - 6隻

（Glaura）、（Guale）、（Janequeo）、（Rucamilla）、（Teguelda）、（Janequeo）、
- Fresia級 - 3隻

（Fresia）、（Lauca）、（Quidora）、
- 三等水雷艇 - 1隻[21]

- （Guacolda） - 1隻 ※ Spar Torpedo Boat

- （Sargente Aldea） - 1隻

- 『No.7』型 - 3隻 ※ ソーニクロフト型

No.7、8、9、
- 二等水雷艇 - 1隻[22]

- Ingeniere Hyatt級 - 6隻

（Ingeniero Hyatt）、（Cirujano Videla）、（Ingeniero Mutilla）、（Guardia Marina Contreras）、（Teniente Rodriguez）、カピタン・トンプソン（Capitan Thompson）
- Capitan Orella級 - 4隻

（Capitan Orella）、（Capitan Munez Gamero）、（Teniente Serrano）、（Guardia-Marina Riquelme）
- Capitan Merino Jarpa級 - 2隻

（Capitan Merino Jarpa）、カピタン・オブライエン（Capitan O'Brien）

### 補助艦艇

#### 補給艦艇
補給艦
- アルミランテ・モント（初代）
- アラウカノ（初代）
- アルミランテ・モント (AO-52)

旧英：タイド型給油艦「A76 タイドプール」
- アルミランテ・モント (AO-52)

旧米：ヘンリー・J・カイザー級給油艦「T-AO-190 アンドリュー・J・ヒギンス」
- アラウカノ（2代）

給炭艦
- （Angamos）[23] - 1隻

輸送船・運送船
- （Casma） - 1隻
- （Maipo）[24] - 1隻

- （Rancagua）[25] - 1隻

- （Abtao） - 1隻

#### 支援艦艇
潜水母艦
- （Araucano） - 1隻

#### 練習艦艇
練習艦
- （General Baquedano） - 1隻
- アルミランテ・コクレーン（Almirante Cochrane） - 1隻 ※ Torpedo School Ship

帆装練習艦
- エスメラルダ（Esmeralda） - 1隻

#### その他
測量艦・調査船
- （General Baquendano） - 1隻

航洋曳船
- （Sibbald） - 1隻

- Sobenes級 - 5隻

（Sobenes）、（Cabrales）、（Colocolo）、（Galvarino）、（Janequeo）
曳船
- （Contramastor Ortiz） - 1隻

- （Galvez） - 1隻

- バルパライソ（Valparaiso） - 1隻

灯台見回り船
- （Condor） - 1隻

未分類
- （Toro） - 1隻

- （Yecho） - 1隻

- （Porvenir） - 1隻

- （Meteoro） - 1隻